# Домино (месторождение)
Домино  — газовое месторождение Румынии, расположенное в акватории Чёрного моря. Месторождение расположено на морской глубине 930 м, примерно в 170 км к северо-востоку от города Констанца. Открыто в феврале 2012 года. Это первое месторождение в Румынии, пробурённое на глубоководье.
Оператором месторождения является нефтяная компания ExxonMobil.